# Husai
Husai é uma forma abrevida do nome hebraico Hasabias. Este nome significa "Jeová, Deus tomou em conta".
Era um leal amigo arquita do Rei Davi, que ajudou a frustrar a rebelião de Absalão. Husai, com sua veste comprida rasgada e com terra na cabeça, encontrou-se com o fugitivo rei no monte das Oliveiras. Seguiu a sugestão de Davi, de que voltasse à cidade, fingisse lealdade a Absalão, procurasse frustrar o conselho de Aitofel e mantivesse Davi informado por meio dos sacerdotes Zadoque e Abiatar. No começo, Absalão mostrou-se desconfiado, mas Husai conseguiu granjear a sua confiança. Quando Absalão pediu a opinião de Husai a respeito da melhor estratégia militar, Husai expressou-se contrário a Aitofel e recomendou um proceder que na realidade daria a Davi tempo de se organizar. Husai apresentou a ideia dum modo que parecia melhor a Absalão e seus associados, do que o conselho de Aitofel, de atacar imediatamente. Husai informou então os sacerdotes sobre o que acontecera.O conselho de Husai frustrou o de Aitofel.
De acordo com John Gill, Husai, ao bajular Absalão, utilizou sempre expressões ambíguas, que poderiam ser interpredas como se referindo a Absalão, mas que na verdade se referiam a Davi, como Viva o Rei! e a quem elegeu Jeová, e este povo, e todos os homens de Israel, a ele pertencerei, e com ele habitarei, visto que apenas Davi havia sido ungido por Jeová e eleito por todo o povo.